# Aleksandr Kokorin
Aleksandr Aleksandrovitj Kokorin (på russisk Александр Александрович Кокорин, født 19. marts 1991 i Valujki, Sovjetunionen) er en russisk fodboldspiller (angriber). Han spiller hos Zenit i den russiske liga.
Kokorin spillede som ungdomsspiller hos Lokomotiv Moskva, inden han startede som senior hos Dynamo. I juli 2013 blev han solgt til den nyrige klub FK Ansji. Efter kun en måned i Ansji trak klubbens rige ejer dog stikket, og Kokorin blev solgt tilbage til Dynamo, inden han havde spillet så meget som én kamp for Anzhi.

## Landshold
Kokorin har (pr. juni 2014) spillet 23 kampe og scoret fem mål for Ruslands landshold, som han debuterede for 11. november 2011 i en venskabskamp mod Grækenland. Han var en del af den russiske trup til både EM i 2012 og VM i 2014.